# 中村稔 (プロ野球審判)
中村 稔（なかむら みのる、1963年12月11日 - ）は、愛知県知立市出身の元プロ野球選手（内野手）、元プロ野球審判員。
審判員袖番号は11（1987年採用から）。11は過去、砂川恵玄（1977年初採用～1979年引退）→飯村正樹（1981年採用～1986年退職）がつけていた。

## 来歴・人物
名古屋電気高時代は、1981年の第63回全国高等学校野球選手権大会に主将兼1番・遊撃手として出場し、3回戦の対北陽高戦で延長12回裏に高木宣宏からサヨナラ本塁打を放つ。チームは準決勝で敗退した。同期のチームメイトに工藤公康、山本幸二、1学年後輩に高橋雅裕、2学年先輩に鴻野淳基がいる。
同年秋のプロ野球ドラフト会議で日本ハムファイターズから3位指名を受け入団。
入団後は主に二塁手を務めたが、当時の日本ハムの二塁手は菅野光夫、岩井隆之、白井一幸、五十嵐信一がいる激戦区であり、一軍出場は1984年の5試合のみで1986年限りで現役を引退。
引退後すぐにパ・リーグ審判部に入局。1989年に審判として一軍デビューし、同年10月12日の西武対近鉄のダブルヘッダー第2試合で近鉄ラルフ・ブライアントが第1試合と合わせて4打数連続ホームランの4本目のホームランを打った試合で三塁塁審を務めていた。
1997年の日本シリーズで日本シリーズに初出場。2004年、審判部副部長に就任。
2009年5月6日の千葉ロッテマリーンズ対北海道日本ハムファイターズ第5回戦（千葉マリンスタジアム）にて球審を務め、パリーグ史上27人目の通算2000試合出場を達成、また2014年5月15日の千葉ロッテマリーンズ対福岡ソフトバンクホークス第9回戦（QVCマリンフィールド）にて球審を務め、NPB審判員史上39人目の通算2500試合出場を達成した。
2016年シーズンよりクルーチーフを解かれ一般審判員となる。
オールスターゲーム出場5回（1993年、1998年、2003年、2012年、2018年）、日本シリーズ出場13回（1997年、1999年～2010年）を数える。オールスターでは1993年第1戦で球審、日本シリーズでは、2003年・2005年・2007年に第1戦、2000年に第2戦、1997年・2001年に第3戦、1999年・2009年に第5戦、2004年・2010年に第6戦で、それぞれ球審を担当している。
日本プロ野球選手会が行った、選手を対象としたアンケート「選手が選ぶ！ベストアンパイア」パ・リーグ部門において、2004年から2006年まで3年連続第1位に選ばれている。アンケートの始まった2001年から2003年までの間も3位以内に入っており、選手からの評判は良いということになっている。
2009年、2009 ワールド・ベースボール・クラシックの審判員として良川昌美、友寄正人、渡田均らと派遣され、1次ラウンドC組の一塁、三塁塁審として4試合に出場した。
2018年シーズンを最後に審判を退いたうえで、所属していた日本野球機構（NPB）の事務局を退職。退職後の2019年以降は、現役選手時代から交流している長島哲郎からの要請で、東北楽天ゴールデンイーグルスの球団職員として選手寮「泉犬鷲寮」の寮長を務めている（詳細後述）。NPBの審判経験者が加盟球団の選手寮の寮長に就任した事例は、パ・リーグの審判を経て1969年から1972年まで中日ドラゴンズで二軍投手コーチ兼寮長を務めた岩本信一以来2人目だが、球団職員として採用されたうえで就任した人物は中村が初めてである。

## エピソード
- 2005年6月2日のセ・パ交流戦・日本ハム-巨人戦（札幌ドーム）で球審を務めたが、その試合の巨人の先発投手は高校時代の戦友である工藤公康。中村は新しいボールを直接工藤へ投げ渡していた。また、工藤がセ・リーグ史上最高齢勝利記録を達成した2009年5月25日のセ・パ交流戦横浜-楽天戦（横浜スタジアム）でも中村が球審を務めた。
- かつては、肌寒い時期の試合であっても半袖シャツで出場する事も多く、長袖アンダーシャツの上から半袖シャツを着るという珍しいスタイルで球審をすることもある。なお、日本シリーズで球審を務めた試合では、全試合半袖シャツで球審を務めている。だが、近年はブレザーを着用することもあり、2013年に楽天が初優勝をした試合では塁審が半袖シャツの中、中村はブレザーで球審を務めていた。
- 球審を務めた2007年9月11日のロッテ-日本ハム戦（千葉マリンスタジアム）の6回裏無死走者一塁の場面で、打者フリオ・ズレータが打ち上げた飛球を中堅手・森本稀哲が捕球し一塁へ送球、離塁していた一塁走者・早川大輔は一塁手・稲田直人が捕球する前に帰塁したが、これをアウトと判定。そのためロッテのボビー・バレンタイン監督や高橋慶彦コーチが猛抗議して約3分間の中断となった。この判定はテレビ中継の解説倉持明も異議を唱えるなどしたが、アウトのままプレー続行された。翌日、前川芳男パ・リーグ審判部長が対応のミスを認めロッテに謝罪、中村も厳重注意を受けた[6]。
- 10年連続出場となった2008年の日本シリーズ第三戦で一塁塁審を務める。3回裏の巨人・鈴木尚広のきわどい内野ゴロをセーフと判定した。翌日のスポーツ紙ではアウトだったとされている。
- フィールドシートがある球場で三塁塁審を務める際、近くに来たファウルボールをフィールドシートに投げ入れることが多い（大半の審判はボールボーイに返球する）。
- 2010年の日本シリーズ第6戦(ナゴヤドーム)で球審を務めた。小池正晃がスリーバントを試みてバットにボールを2度当ててファウルにした際、場内アナウンスで「打球が体に当たった」と説明したが責任審判の渡田均三塁塁審に間違いを指摘されて再度説明を行った。（またこの試合は延長15回引き分けとなり、日本シリーズ史上最長試合の5時間43分を記録した。）
- 2016年6月19日の中日‐日本ハム3回戦（ナゴヤドーム）で一塁塁審を務めていたが（いずれも日本ハムに有利な）誤審を連発したため、後日中日からNPBに意見書が提出された[7]。
- 日本ハムの選手時代に出場したロッテオリオンズ戦で、当時ロッテの投手だった長島哲郎からの死球によって顎を骨折。その影響で1ヶ月ほどの入院生活を余儀なくされたが、入院中に長島の見舞いを受けたことをきっかけに、長島と交流するようになった。ちなみに、長島は現役引退後に、楽天野球団でフロントの要職を歴任。前述した見舞いの際に中村の人柄へ惚れたことから、中村の日本野球機構退職を前に、ファームディレクター（当時の役職）の立場で「泉犬鷲寮」寮長への就任を要請した[8]。奇しくも中村は、審判時代の2013年に、楽天が球団史上初めてのパ・リーグ優勝を決めた試合（西武ドームの対埼玉西武ライオンズ戦）で球審を担当。楽天で「泉犬鷲寮」の寮長へ就任してからも、同球団の春季キャンプ中には、ブルペンや紅白戦で審判役を務めている[9]。

## 詳細情報

### 年度別打撃成績
| 年 度     | 球 団     | 試 合 | 打 席 | 打 数 | 得 点 | 安 打 | 二 塁 打 | 三 塁 打 | 本 塁 打 | 塁 打 | 打 点 | 盗 塁 | 盗 塁 死 | 犠 打 | 犠 飛 | 四 球 | 敬 遠 | 死 球 | 三 振 | 併 殺 打 | 打 率 | 出 塁 率 | 長 打 率 | O P S |
| --------- | --------- | ----- | ----- | ----- | ----- | ----- | -------- | -------- | -------- | ----- | ----- | ----- | -------- | ----- | ----- | ----- | ----- | ----- | ----- | -------- | ----- | -------- | -------- | ----- |
| 1984      | 日本ハム  | 5     | 4     | 4     | 0     | 0     | 0        | 0        | 0        | 0     | 0     | 0     | 0        | 0     | 0     | 0     | 0     | 0     | 2     | 0        | .000  | .000     | .000     | .000  |
| 通算：1年 | 通算：1年 | 5     | 4     | 4     | 0     | 0     | 0        | 0        | 0        | 0     | 0     | 0     | 0        | 0     | 0     | 0     | 0     | 0     | 2     | 0        | .000  | .000     | .000     | .000  |

### 背番号
- 32 （1982年 - 1986年）

### 審判出場記録
- 初出場：1989年4月15日、ロッテ対近鉄3回戦（川崎球場）、右翼外審
- 出場試合数：2876試合（パ・リーグ2322、セ・リーグ236、交流戦222、日本シリーズ53、オールスター10、クライマックスシリーズ33）
- オールスターゲーム出場：5回（1993年、1998年、2003年、2012年、2018年）
- 日本シリーズ出場：13回（1997年、1999～2010年）

（記録は2018年シーズン終了時）